# United Cup 2024
United Cup 2024 byl druhý ročník smíšené týmové soutěže v tenise – United Cupu, organizované Asociací tenisových profesionálů, Ženskou tenisovou asociací a australským svazem Tennis Australia. Probíhal mezi 29. prosincem 2023 a 7. lednem 2024 na okruzích ATP Tour a WTA Tour v úvodu letní australské sezóny. Dějištěm se staly dvorce v Sydney a Perthu. Soutěže se zúčastnilo 18 reprezentací složených z mužů a žen, rozdělených do šesti základních skupin po třech celcích. Do třetího dějiště úvodní ročníku – Brisbane, se vrátil po čtyřech letech společný individuální turnaj Brisbane International. Celkové odměny činily 10 milionů amerických dolarů. Obhájcem titulu byly Spojené státy americké, které skončily v základní skupině.
První titul získalo Německo po finálové výhře 2–1 nad Polskem vedeného světovou jedničkou Igou Świątekovou a devítkou Hubertem Hurkaczem. Hlavní oporou Němců byl sedmý hráč žebříčku Alexander Zverev, ženské dvouhry odehrála Angelique Kerberová vracející se k tenisu po mateřské dovolené a do mixů ve vyřazovací části nastupovala Laura Siegemundová. Členy týmu vedeného Torbenem Beltzem byli také Maximilian Marterer, Tatjana Mariová a Kai Wehnelt.
Zatímco Polsko prošlo do finále dominantně, když ztratilo jediné z dvanácti utkání v mužské dvouhře proti Španělsku, Německo se třikrát ocitlo na prahu vyřazení. Ze skupinové fáze postoupilo až díky lepšímu poměru gamů týmů z 2. míst a v semifinále čelil deblový pár v rozhodujícím duelu dvěma mečbolům Australanů. Ve finále pak mohl o celkovém triumfu rozhodnout Polák Hurkacz, který proti Zverevovi nevyužil dva mečboly v řadě.

## Formát
Formát soutěže sestával ze šesti tříčlenných základních skupin, s 18 národními družstvy. Každé dějiště – Perth a Sydney, hostilo tři skupiny. Vítězové skupin postoupili do čtvrtfinále, které odpovídalo dvěma městským semifinále. Trojici celků v každém městě doplnil nejlepší tým z 2. místa. Vítězové čtvrtfinálových duelů se utkali v semifinále – závěrečné fázi Final Four v Sydney, a turnaj vyvrcholil finálem o titul. Skupinová fáze se hrála ve formátu „každý s každým“ a od čtvrtfinále turnaj probíhal vyřazovacím systémem.
Jednodenní mezistátní zápas měl na programu dvouhru mužů i žen v náhodném pořadí a závěrečnou smíšenou čtyřhru. Tým vedený kapitánem tvořili dva mužští singlisté a dvě singlistky. Jeho součástí mohli být deblista a deblistka, v pozici týmových trojek. Utkání byla hrána na dvě vítězné sady, se závěrečným 7bodovým tiebreakem. Ve smíšené čtyřhře se namísto rozhodujícího setu konal 10bodový supertiebreak.
Hráčům byly přiděleny body do žebříčků ATP a WTA podle kategorií ATP 500 a WTA 500. Hrálo se s míči Dunlop Australian Open.

## Kvalifikační kritéria
Šestnáct národních týmů (5 ATP + 5 WTA + 6 součet) se kvalifikovalo na základě nejvýše postaveného tenisty každého státu v žebříčku dvouhry ze 16. října 2023. Pět z nich podle nejlépe umístěných mužů v redukovaném žebříčku ATP (ATP 1–5) a pět podle nejlépe figurujících žen v redukovaném žebříčku WTA (WTA 1–5). Šest družstev si účast zajistilo na základě součtu pořadí nejvýše postaveného muže a ženy z daného státu (součet 1–6). Rozlosování se uskutečnilo 23. října 2023. Účast posledních dvou výběrů (ATP 6 a WTA 6) byla oznámena v den druhého kvalifikačního data, 20. listopadu 2023.

## Dějiště
Perth i Sydney hostily během prvních šesti dní po třech skupinách a následná čtvrtfinále (městská semifinále) o postup do Final Four. Postupující z Perthu měli 4. a 5. leden 2024 na odpočinek a přelet do Sydney, v němž proběhla semifinále a finále.
| Obrázek | aréna              | otevřena | kapacita | město  | fáze                                           | mapa                                                         |
| ------- | ------------------ | -------- | -------- | ------ | ---------------------------------------------- | ------------------------------------------------------------ |
|         | RAC Arena          | 2012     | 15 500   | Perth  | skupinová fáze čtvrtfinále                     | Sydney · (B • D • F) Perth · (A • C • E) Dějiště United Cupu |
|         | Ken Rosewall Arena | 1999     | 10 500   | Sydney | skupinová fáze čtvrtfinále semifinále a finále | Sydney · (B • D • F) Perth · (A • C • E) Dějiště United Cupu |

## Soupisky týmů
Kapitáni mohli do týmu nominovat až tři muže a tři ženy. Singlové žebříčky ATP a WTA jedniček týmů jsou uvedeny k 18. prosinci 2023. 
Ve startovní listině bylo devět mužů z Top 20 žebříčku ATP včetně světové jedničky Novaka Djokoviće, šestky Stefanose Tsitsipase, sedmičky Alexandra Zvereva a devítky Huberta Hurkacze. V ženské části figurovalo sedm hráček z Top 20 žebříčku WTA včetně první Igy Świątekové, páté Jessicy Pegulaové, sedmé Markéty Vondroušové a deváté Marii Sakkariové.
| Kvalifikování | Kvalifikování | stát               | jednička – ATP              | žebříček | jednička – WTA        | žebříček | dvojka – ATP            | dvojka – WTA            | deblista ATP           | deblistka WTA              | kapitáni               | stát               |
| ------------- | ------------- | ------------------ | --------------------------- | -------- | --------------------- | -------- | ----------------------- | ----------------------- | ---------------------- | -------------------------- | ---------------------- | ------------------ |
| 1.            | ATP 1         | Srbsko             | Novak Djoković              | 1.       | Olga Danilovićová     | 119.     | Hamad Medjedović        | Natalija Stevanovićová  | Nikola Ćaćić           | Dejana Radanovićová        | Viktor Troicki         | Srbsko             |
| 2.            | WTA 1         | Polsko             | Hubert Hurkacz              | 9.       | Iga Świąteková        | 1.       | Daniel Michalski        | Katarzyna Kawaová       | Jan Zieliński          | Katarzyna Piterová         | Tomasz Wiktorowski     | Polsko             |
| 3.            | ATP 2         | Norsko             | Casper Ruud                 | 11.      | Malene Helgøová       | 542.     | Andreja Petrovicová     | Ulrikke Eikeriová       | —                      | —                          | Christian Ruud         | Norsko             |
| 4.            | WTA 2         | Spojené státy      | Taylor Fritz                | 10.      | Jessica Pegulaová     | 5.       | Denis Kudla             | Alycia Parksová         | Rajeev Ram             | Desirae Krawczyková        | David Witt             | USA                |
| 5.            | ATP 3         | Německo            | Alexander Zverev            | 7.       | Angelique Kerberová   | 31.(PR)  | Maximilian Marterer     | Tatjana Mariová         | Kai Wehnelt            | Laura Siegemundová         | Torben Beltz           | Německo            |
| 6.            | WTA 3         | Řecko              | Stefanos Tsitsipas          | 6.       | Maria Sakkariová      | 9.       | Stefanos Sakellaridis   | Despina Papamichailová  | Petros Tsitsipas       | Valentini Grammatikopoulou | Petros Tsitsipas       | Řecko              |
| 7.            | ATP 4         | Austrálie          | Alex de Minaur              | 12.      | Ajla Tomljanovićová   | 33.(PR)  | John Millman            | Storm Hunterová         | Matthew Ebden          | Ellen Perezová             | Lleyton Hewitt         | Austrálie          |
| 8.            | WTA 4         | Česko              | Jiří Lehečka                | 31.      | Markéta Vondroušová   | 7.       | Vít Kopřiva             | Sára Bejlek             | Petr Nouza             | Miriam Kolodziejová        | David Škoch            | Česko              |
| 9.            | ATP 5         | Kanada             | Félix Auger-Aliassime       | 29.      | Leylah Fernandezová   | 35.      | Alexis Galarneau        | Stacey Fungová          | Adil Shamasdin         | —                          | Adil Shamasdin         | Kanada             |
| 10.           | WTA 5         | Francie            | Adrian Mannarino            | 22.      | Caroline Garciaová    | 20.      | Antoine Escoffier       | Amandine Hesseová       | Édouard Roger-Vasselin | Elixane Lechemiová         | Édouard Roger-Vasselin | Francie            |
| 11.           | WTA 6         | Brazílie           | Thiago Seyboth Wild         | 79.      | Beatriz Haddad Maiová | 11.      | Felipe Meligeni Alves   | Carolina Alvesová       | Marcelo Melo           | —                          | Rafael Paciaroni       | Brazílie           |
| 12.           | ATP 6         | Chile              | Nicolás Jarry               | 19.      | Daniela Seguelová     | 668.     | Tomás Barrios Vera      | Fernanda Labrañová      | Gonzalo Lama           | —                          | Jaime Fillol           | Chile              |
| 13.           | Součet 1      | Chorvatsko         | Borna Ćorić                 | 37.      | Donna Vekićová        | 23.      | Nino Serdarušić         | Petra Marčinková        | Ivan Dodig             | Tena Lukas                 | Iva Majoliová          | Chorvatsko         |
| 14.           | Součet 2      | Spojené království | Cameron Norrie              | 18.      | Katie Boulterová      | 56.      | Daniel Evans            | Francesca Jonesová      | Neal Skupski           | Maia Lumsdenová            | Colin Beecher          | Spojené království |
| 15.           | Součet 3      | Čína               | Čang Č’-čen                 | 58.      | Čeng Čchin-wen        | 15.      | Pu Jün-čchao-kche-tche  | Jou Siao-ti             | Sun Fa-ťing            | —                          | Wu Ti                  | Čína               |
| 16.           | Součet 4      | Nizozemsko         | Tallon Griekspoor           | 23.      | Arantxa Rusová        | 51.      | Thiemo de Bakker        | Arianne Hartonová       | Wesley Koolhof         | Demi Schuursová            | Wesley Koolhof         | Nizozemsko         |
| 17.           | Součet 5      | Španělsko          | Alejandro Davidovich Fokina | 26.      | Sara Sorribes Tormová | 48.      | Roberto Carballés Baena | Marina Bassols Riberová | David Vega Hernández   | Rosa Vicens Mas            | Jorge Aguirre          | Španělsko          |
| 18.           | Součet 6      | Itálie             | Lorenzo Sonego              | 46.      | Jasmine Paoliniová    | 30.      | Flavio Cobolli          | Nuria Brancacciová      | Andrea Pellegrino      | Angelica Moratelliová      | Renzo Furlan           | Itálie             |

## Skupinová fáze
|  | postup do vyřazovací fáze |

| Skupina | 1. místo  | 1. místo | 1. místo | 1. místo | 2. místo      | 2. místo | 2. místo | 2. místo | 3. místo           | 3. místo | 3. místo | 3. místo |
| Skupina | tým       | MZ       | U        | S        | tým           | MZ       | U        | S        | tým                | MZ       | U        | S        |
| ------- | --------- | -------- | -------- | -------- | ------------- | -------- | -------- | -------- | ------------------ | -------- | -------- | -------- |
| A       | Polsko    | 2–0      | 5–1      | 11–3     | Španělsko     | 1–1      | 3–3      | 6–7      | Brazílie           | 0–2      | 1–5      | 3–10     |
| B       | Řecko     | 1–1      | 4–2      | 10–4     | Chile         | 1–1      | 3–3      | 7–8      | Kanada             | 1–1      | 2–4      | 4–9      |
| C       | Austrálie | 1–1      | 3–3      | 7–6      | Spojené státy | 1–1      | 3–3      | 7–7      | Spojené království | 1–1      | 3–3      | 7–8      |
| D       | Francie   | 2–0      | 5–1      | 11–5     | Německo       | 1–1      | 3–3      | 8–8      | Itálie             | 0–2      | 1–5      | 4–10     |
| E       | Srbsko    | 2–0      | 4–2      | 9–7      | Čína          | 1–1      | 4–2      | 9–6      | Česko              | 0–2      | 1–5      | 6–11     |
| F       | Norsko    | 1–1      | 3–3      | 7–7      | Chorvatsko    | 1–1      | 3–3      | 8–8      | Nizozemsko         | 1–1      | 3–3      | 7–7      |

Vysvětlivky
1. ↑  Konečné pořadí ve skupině F rozhodl poměr gamů.

### Skupina A
| Poř.  | Tým       | mez. zápasy | utkání | sety        | hry          |
| ----- | --------- | ----------- | ------ | ----------- | ------------ |
| 1.    | Polsko    | 2–0         | 5–1    | 11–3 (79 %) | 79–41 (66 %) |
| 2.    | Španělsko | 1–1         | 3–3    | 6–7 (46 %)  | 51–63 (45 %) |
| 3.    | Brazílie  | 0–2         | 1–5    | 3–10 (23 %) | 49–75 (40 %) |
| Perth |           |             |        |             |              |

#### Španělsko vs. Brazílie
| | Španělsko | 2 :                                                                                         | 1    | Brazílie |    |  |
| --- | --------- | ------------------------------------------------------------------------------------------- | ---- | -------- | -- |  |
| RAC Arena 29. prosince 2023, 10:00 (UTC+8) tvrdý |           |                                                                                             |      |          |    |  |
| \| \| \| \| 1. \| 2. \| 3. \| \| \| -- \| \| ------------------------------------------------------------------------------------------- \| ---- \| --- \| -- \| \| \| 1. \| \| Alejandro Davidovich Fokina Thiago Seyboth Wild \| 6 4 \| 6 0 \| \| \| \| 2. \| \| Sara Sorribesová Tormová Beatriz Haddad Maiová \| 61 7 \| 2 6 \| \| \| \| 3. \| \| Sara Sorribesová Tormová / Alejandro Davidovich Fokina Beatriz Haddad Maiová / Marcelo Melo \| 6 4 \| 7 5 \| \| \| \| \| \| \| \| \| \| \| \| \| \| \| \| \| \| \| \| \| \| \| \| \| \| \| \| \| \| \| \| \| \| \| \| \| \| \| \| \| \| \| |           |                                                                                             |      |          |    |  |
| |           |                                                                                             | 1.   | 2.       | 3. |  |
| 1. |           | Alejandro Davidovich Fokina Thiago Seyboth Wild                                             | 6 4  | 6 0      |    |  |
| 2. |           | Sara Sorribesová Tormová Beatriz Haddad Maiová                                              | 61 7 | 2 6      |    |  |
| 3. |           | Sara Sorribesová Tormová / Alejandro Davidovich Fokina Beatriz Haddad Maiová / Marcelo Melo | 6 4  | 7 5      |    |  |
| |           |                                                                                             |      |          |    |  |
| |           |                                                                                             |      |          |    |  |
| |           |                                                                                             |      |          |    |  |
| |           |                                                                                             |      |          |    |  |
| |           |                                                                                             |      |          |    |  |

#### Polsko vs. Brazílie
| | Polsko | 3 :                                                                  | 0    | Brazílie |     |  |
| --- | ------ | -------------------------------------------------------------------- | ---- | -------- | --- |  |
| RAC Arena 30. prosince 2023, 17:00 (UTC+8) tvrdý |        |                                                                      |      |          |     |  |
| \| \| \| \| 1. \| 2. \| 3. \| \| \| -- \| \| -------------------------------------------------------------------- \| ---- \| --- \| --- \| \| \| 1. \| \| Iga Świąteková Beatriz Haddad Maiová \| 6 2 \| 6 2 \| \| \| \| 2. \| \| Hubert Hurkacz Thiago Seyboth Wild \| 64 7 \| 6 2 \| 6 3 \| \| \| 3. \| \| Iga Świąteková / Hubert Hurkacz Beatriz Haddad Maiová / Marcelo Melo \| 6 4 \| 6 3 \| \| \| \| \| \| \| \| \| \| \| \| \| \| \| \| \| \| \| \| \| \| \| \| \| \| \| \| \| \| \| \| \| \| \| \| \| \| \| \| \| \| \| |        |                                                                      |      |          |     |  |
| |        |                                                                      | 1.   | 2.       | 3.  |  |
| 1. |        | Iga Świąteková Beatriz Haddad Maiová                                 | 6 2  | 6 2      |     |  |
| 2. |        | Hubert Hurkacz Thiago Seyboth Wild                                   | 64 7 | 6 2      | 6 3 |  |
| 3. |        | Iga Świąteková / Hubert Hurkacz Beatriz Haddad Maiová / Marcelo Melo | 6 4  | 6 3      |     |  |
| |        |                                                                      |      |          |     |  |
| |        |                                                                      |      |          |     |  |
| |        |                                                                      |      |          |     |  |
| |        |                                                                      |      |          |     |  |
| |        |                                                                      |      |          |     |  |

#### Polsko vs. Španělsko
| | Polsko | 2 :                                                                                    | 1   | Španělsko |     |  |
| --- | ------ | -------------------------------------------------------------------------------------- | --- | --------- | --- |  |
| RAC Arena 1. ledna 2024, 10:00 (UTC+8) tvrdý |        |                                                                                        |     |           |     |  |
| \| \| \| \| 1. \| 2. \| 3. \| \| \| -- \| \| -------------------------------------------------------------------------------------- \| --- \| --- \| --- \| \| \| 1. \| \| Hubert Hurkacz Alejandro Davidovich Fokina \| 6 3 \| 3 6 \| 4 6 \| \| \| 2. \| \| Iga Świąteková Sara Sorribesová Tormová \| 6 2 \| 6 1 \| \| \| \| 3. \| \| Iga Świąteková / Hubert Hurkacz Sara Sorribesová Tormová / Alejandro Davidovich Fokina \| 6 0 \| 6 0 \| \| \| \| \| \| \| \| \| \| \| \| \| \| \| \| \| \| \| \| \| \| \| \| \| \| \| \| \| \| \| \| \| \| \| \| \| \| \| \| \| \| \| |        |                                                                                        |     |           |     |  |
| |        |                                                                                        | 1.  | 2.        | 3.  |  |
| 1. |        | Hubert Hurkacz Alejandro Davidovich Fokina                                             | 6 3 | 3 6       | 4 6 |  |
| 2. |        | Iga Świąteková Sara Sorribesová Tormová                                                | 6 2 | 6 1       |     |  |
| 3. |        | Iga Świąteková / Hubert Hurkacz Sara Sorribesová Tormová / Alejandro Davidovich Fokina | 6 0 | 6 0       |     |  |
| |        |                                                                                        |     |           |     |  |
| |        |                                                                                        |     |           |     |  |
| |        |                                                                                        |     |           |     |  |
| |        |                                                                                        |     |           |     |  |
| |        |                                                                                        |     |           |     |  |

### Skupina B
| Poř.   | Tým    | mez. zápasy | utkání | sety        | hry          |
| ------ | ------ | ----------- | ------ | ----------- | ------------ |
| 1.     | Řecko  | 1–1         | 4–2    | 10–4 (71 %) | 74–53 (58 %) |
| 2.     | Chile  | 1–1         | 3–3    | 7–8 (47 %)  | 59–69 (46 %) |
| 3.     | Kanada | 1–1         | 2–4    | 4–9 (31 %)  | 56–67 (46 %) |
| Sydney |        |             |        |             |              |

#### Kanada vs. Chile
| | Kanada | 2 :                                                                      | 1   | Chile |          |  |
| --- | ------ | ------------------------------------------------------------------------ | --- | ----- | -------- |  |
| Ken Rosewall Arena 31. prosince 2023, 10:30 (UTC+10) tvrdý |        |                                                                          |     |       |          |  |
| \| \| \| \| 1. \| 2. \| 3. \| \| \| -- \| \| ------------------------------------------------------------------------ \| --- \| --- \| -------- \| \| \| 1. \| \| Leylah Fernandezová Daniela Seguelová \| 6 2 \| 6 3 \| \| \| \| 2. \| \| Steven Diez Nicolás Jarry \| 5 7 \| 4 6 \| \| \| \| 3. \| \| Leylah Fernandezová / Steven Diez Daniela Seguelová / Tomás Barrios Vera \| 7 5 \| 4 6 \| [10] [8] \| \| \| \| \| \| \| \| \| \| \| \| \| \| \| \| \| \| \| \| \| \| \| \| \| \| \| \| \| \| \| \| \| \| \| \| \| \| \| \| \| \| |        |                                                                          |     |       |          |  |
| |        |                                                                          | 1.  | 2.    | 3.       |  |
| 1. |        | Leylah Fernandezová Daniela Seguelová                                    | 6 2 | 6 3   |          |  |
| 2. |        | Steven Diez Nicolás Jarry                                                | 5 7 | 4 6   |          |  |
| 3. |        | Leylah Fernandezová / Steven Diez Daniela Seguelová / Tomás Barrios Vera | 7 5 | 4 6   | [10] [8] |  |
| |        |                                                                          |     |       |          |  |
| |        |                                                                          |     |       |          |  |
| |        |                                                                          |     |       |          |  |
| |        |                                                                          |     |       |          |  |
| |        |                                                                          |     |       |          |  |

#### Řecko vs. Chile
| | Řecko | 1 :                                                                          | 2    | Chile |          |  |
| --- | ----- | ---------------------------------------------------------------------------- | ---- | ----- | -------- |  |
| Ken Rosewall Arena 2. ledna 2024, 10:30 (UTC+10) tvrdý |       |                                                                              |      |       |          |  |
| \| \| \| \| 1. \| 2. \| 3. \| \| \| -- \| \| ---------------------------------------------------------------------------- \| ---- \| --- \| -------- \| \| \| 1. \| \| Maria Sakkariová Daniela Seguelová \| 6 0 \| 6 1 \| \| \| \| 2. \| \| Stefanos Sakellaridis Nicolás Jarry \| 3 6 \| 6 3 \| 5 7 \| \| \| 3. \| \| Maria Sakkariová / Stefanos Tsitsipas Daniela Seguelová / Tomás Barrios Vera \| 7 65 \| 3 6 \| [6] [10] \| \| \| \| \| \| \| \| \| \| \| \| \| \| \| \| \| \| \| \| \| \| \| \| \| \| \| \| \| \| \| \| \| \| \| \| \| \| \| \| \| \| |       |                                                                              |      |       |          |  |
| |       |                                                                              | 1.   | 2.    | 3.       |  |
| 1. |       | Maria Sakkariová Daniela Seguelová                                           | 6 0  | 6 1   |          |  |
| 2. |       | Stefanos Sakellaridis Nicolás Jarry                                          | 3 6  | 6 3   | 5 7      |  |
| 3. |       | Maria Sakkariová / Stefanos Tsitsipas Daniela Seguelová / Tomás Barrios Vera | 7 65 | 3 6   | [6] [10] |  |
| |       |                                                                              |      |       |          |  |
| |       |                                                                              |      |       |          |  |
| |       |                                                                              |      |       |          |  |
| |       |                                                                              |      |       |          |  |
| |       |                                                                              |      |       |          |  |

#### Řecko vs. Kanada
| | Řecko | 3 :                                                                              | 0    | Kanada |    |  |
| --- | ----- | -------------------------------------------------------------------------------- | ---- | ------ | -- |  |
| Ken Rosewall Arena 3. ledna 2024, 17:30 (UTC+10) tvrdý |       |                                                                                  |      |        |    |  |
| \| \| \| \| 1. \| 2. \| 3. \| \| \| -- \| \| -------------------------------------------------------------------------------- \| ---- \| --- \| -- \| \| \| 1. \| \| Stefanos Tsitsipas Steven Diez \| 6 2 \| 6 3 \| \| \| \| 2. \| \| Maria Sakkariová Leylah Fernandezová \| 7 62 \| 6 3 \| \| \| \| 3. \| \| Despina Papamichailová / Petros Tsitsipas Stacey Fungová / Félix Auger-Aliassime \| 7 5 \| 6 4 \| \| \| \| \| \| \| \| \| \| \| \| \| \| \| \| \| \| \| \| \| \| \| \| \| \| \| \| \| \| \| \| \| \| \| \| \| \| \| \| \| \| \| |       |                                                                                  |      |        |    |  |
| |       |                                                                                  | 1.   | 2.     | 3. |  |
| 1. |       | Stefanos Tsitsipas Steven Diez                                                   | 6 2  | 6 3    |    |  |
| 2. |       | Maria Sakkariová Leylah Fernandezová                                             | 7 62 | 6 3    |    |  |
| 3. |       | Despina Papamichailová / Petros Tsitsipas Stacey Fungová / Félix Auger-Aliassime | 7 5  | 6 4    |    |  |
| |       |                                                                                  |      |        |    |  |
| |       |                                                                                  |      |        |    |  |
| |       |                                                                                  |      |        |    |  |
| |       |                                                                                  |      |        |    |  |
| |       |                                                                                  |      |        |    |  |

### Skupina C
| Poř.  | Tým                | mez. zápasy | utkání | sety       | hry           |
| ----- | ------------------ | ----------- | ------ | ---------- | ------------- |
| 1.    | Austrálie          | 1–1         | 3–3    | 7–6 (54 %) | 68–59 (54 %)  |
| 2.    | Spojené státy      | 1–1         | 3–3    | 7–7 (50 %) | {60–72 (45 %) |
| 3.    | Spojené království | 1–1         | 3–3    | 7–8 (47 %) | 75–72 (51 %)  |
| Perth |                    |             |        |            |               |

#### Spojené království vs. Austrálie
| | Spojené království | 2 :                                                             | 1   | Austrálie |      |  |
| --- | ------------------ | --------------------------------------------------------------- | --- | --------- | ---- |  |
| RAC Arena 29. prosince 2023, 17:00 (UTC+8) tvrdý |                    |                                                                 |     |           |      |  |
| \| \| \| \| 1. \| 2. \| 3. \| \| \| -- \| \| --------------------------------------------------------------- \| --- \| ---- \| ---- \| \| \| 1. \| \| Cameron Norrie Alex de Minaur \| 6 4 \| 2 6 \| 7 62 \| \| \| 2. \| \| Katie Boulterová Ajla Tomljanovićová \| 6 2 \| 6 4 \| \| \| \| 3. \| \| Katie Boulterová / Neal Skupski Storm Hunterová / Matthew Ebden \| 3 6 \| 65 7 \| \| \| \| \| \| \| \| \| \| \| \| \| \| \| \| \| \| \| \| \| \| \| \| \| \| \| \| \| \| \| \| \| \| \| \| \| \| \| \| \| \| \| |                    |                                                                 |     |           |      |  |
| |                    |                                                                 | 1.  | 2.        | 3.   |  |
| 1. |                    | Cameron Norrie Alex de Minaur                                   | 6 4 | 2 6       | 7 62 |  |
| 2. |                    | Katie Boulterová Ajla Tomljanovićová                            | 6 2 | 6 4       |      |  |
| 3. |                    | Katie Boulterová / Neal Skupski Storm Hunterová / Matthew Ebden | 3 6 | 65 7      |      |  |
| |                    |                                                                 |     |           |      |  |
| |                    |                                                                 |     |           |      |  |
| |                    |                                                                 |     |           |      |  |
| |                    |                                                                 |     |           |      |  |
| |                    |                                                                 |     |           |      |  |

#### Spojené státy americké vs. Spojené království
| | Spojené státy americké | 2 :                                                              | 1    | Spojené království |          |  |
| --- | ---------------------- | ---------------------------------------------------------------- | ---- | ------------------ | -------- |  |
| RAC Arena 31. prosince 2023, 10:00 (UTC+8) tvrdý |                        |                                                                  |      |                    |          |  |
| \| \| \| \| 1. \| 2. \| 3. \| \| \| -- \| \| ---------------------------------------------------------------- \| ---- \| ---- \| -------- \| \| \| 1. \| \| Jessica Pegulaová Katie Boulterová \| 7 5 \| 4 6 \| 4 6 \| \| \| 2. \| \| Taylor Fritz Cameron Norrie \| 7 65 \| 6 4 \| \| \| \| 3. \| \| Jessica Pegulaová / Taylor Fritz Katie Boulterová / Neal Skupski \| 1 6 \| 7 64 \| [10] [7] \| \| \| \| \| \| \| \| \| \| \| \| \| \| \| \| \| \| \| \| \| \| \| \| \| \| \| \| \| \| \| \| \| \| \| \| \| \| \| \| \| \| |                        |                                                                  |      |                    |          |  |
| |                        |                                                                  | 1.   | 2.                 | 3.       |  |
| 1. |                        | Jessica Pegulaová Katie Boulterová                               | 7 5  | 4 6                | 4 6      |  |
| 2. |                        | Taylor Fritz Cameron Norrie                                      | 7 65 | 6 4                |          |  |
| 3. |                        | Jessica Pegulaová / Taylor Fritz Katie Boulterová / Neal Skupski | 1 6  | 7 64               | [10] [7] |  |
| |                        |                                                                  |      |                    |          |  |
| |                        |                                                                  |      |                    |          |  |
| |                        |                                                                  |      |                    |          |  |
| |                        |                                                                  |      |                    |          |  |
| |                        |                                                                  |      |                    |          |  |

#### Spojené státy americké vs. Austrálie
| | Spojené státy americké | 1 :                                                            | 2     | Austrálie |    |  |
| --- | ---------------------- | -------------------------------------------------------------- | ----- | --------- | -- |  |
| RAC Arena 1. ledna 2024, 17:00 (UTC+8) tvrdý |                        |                                                                |       |           |    |  |
| \| \| \| \| 1. \| 2. \| 3. \| \| \| -- \| \| -------------------------------------------------------------- \| ----- \| --- \| -- \| \| \| 1. \| \| Taylor Fritz Alex de Minaur \| 4 6 \| 2 6 \| \| \| \| 2. \| \| Jessica Pegulaová Ajla Tomljanovićová \| 78 66 \| 6 3 \| \| \| \| 3. \| \| Jessica Pegulaová / Rajeev Ram Storm Hunterová / Matthew Ebden \| 3 6 \| 1 6 \| \| \| \| \| \| \| \| \| \| \| \| \| \| \| \| \| \| \| \| \| \| \| \| \| \| \| \| \| \| \| \| \| \| \| \| \| \| \| \| \| \| \| |                        |                                                                |       |           |    |  |
| |                        |                                                                | 1.    | 2.        | 3. |  |
| 1. |                        | Taylor Fritz Alex de Minaur                                    | 4 6   | 2 6       |    |  |
| 2. |                        | Jessica Pegulaová Ajla Tomljanovićová                          | 78 66 | 6 3       |    |  |
| 3. |                        | Jessica Pegulaová / Rajeev Ram Storm Hunterová / Matthew Ebden | 3 6   | 1 6       |    |  |
| |                        |                                                                |       |           |    |  |
| |                        |                                                                |       |           |    |  |
| |                        |                                                                |       |           |    |  |
| |                        |                                                                |       |           |    |  |
| |                        |                                                                |       |           |    |  |

### Skupina D
| Poř.   | Tým     | mez. zápasy | utkání | sety        | hry          |
| ------ | ------- | ----------- | ------ | ----------- | ------------ |
| 1.     | Francie | 2–0         | 5–1    | 11–5 (69 %) | 78–71 (52 %) |
| 2.     | Německo | 1–1         | 3–3    | 8–8 (50 %)  | 77–66 (54 %) |
| 3.     | Itálie  | 0–2         | 1–5    | 4–10 (29 %) | 63–81 (44 %) |
| Sydney |         |             |        |             |              |

#### Itálie vs. Německo
| | Itálie | 1 :                                                                           | 2    | Německo |     |  |
| --- | ------ | ----------------------------------------------------------------------------- | ---- | ------- | --- |  |
| Ken Rosewall Arena 30. prosince 2023, 17:30 (UTC+10) tvrdý |        |                                                                               |      |         |     |  |
| \| \| \| \| 1. \| 2. \| 3. \| \| \| -- \| \| ----------------------------------------------------------------------------- \| ---- \| --- \| --- \| \| \| 1. \| \| Jasmine Paoliniová Angelique Kerberová \| 6 4 \| 7 5 \| \| \| \| 2. \| \| Lorenzo Sonego Alexander Zverev \| 7 65 \| 3 6 \| 4 6 \| \| \| 3. \| \| Angelica Moratelliová / Lorenzo Sonego Angelique Kerberová / Alexander Zverev \| 3 6 \| 0 6 \| \| \| \| \| \| \| \| \| \| \| \| \| \| \| \| \| \| \| \| \| \| \| \| \| \| \| \| \| \| \| \| \| \| \| \| \| \| \| \| \| \| \| |        |                                                                               |      |         |     |  |
| |        |                                                                               | 1.   | 2.      | 3.  |  |
| 1. |        | Jasmine Paoliniová Angelique Kerberová                                        | 6 4  | 7 5     |     |  |
| 2. |        | Lorenzo Sonego Alexander Zverev                                               | 7 65 | 3 6     | 4 6 |  |
| 3. |        | Angelica Moratelliová / Lorenzo Sonego Angelique Kerberová / Alexander Zverev | 3 6  | 0 6     |     |  |
| |        |                                                                               |      |         |     |  |
| |        |                                                                               |      |         |     |  |
| |        |                                                                               |      |         |     |  |
| |        |                                                                               |      |         |     |  |
| |        |                                                                               |      |         |     |  |

#### Francie vs. Německo
| | Francie | 2 :                                                                                | 1    | Německo |           |  |
| --- | ------- | ---------------------------------------------------------------------------------- | ---- | ------- | --------- |  |
| Ken Rosewall Arena 1. ledna 2024, 17:30 (UTC+10) tvrdý |         |                                                                                    |      |         |           |  |
| \| \| \| \| 1. \| 2. \| 3. \| \| \| -- \| \| ---------------------------------------------------------------------------------- \| ---- \| --- \| --------- \| \| \| 1. \| \| Adrian Mannarino Alexander Zverev \| 6 4 \| 4 6 \| 3 6 \| \| \| 2. \| \| Caroline Garciaová Angelique Kerberová \| 1 6 \| 6 2 \| 6 2 \| \| \| 3. \| \| Caroline Garciaová / Édouard Roger-Vasselin Angelique Kerberová / Alexander Zverev \| 7 64 \| 2 6 \| [12] [10] \| \| \| \| \| \| \| \| \| \| \| \| \| \| \| \| \| \| \| \| \| \| \| \| \| \| \| \| \| \| \| \| \| \| \| \| \| \| \| \| \| \| |         |                                                                                    |      |         |           |  |
| |         |                                                                                    | 1.   | 2.      | 3.        |  |
| 1. |         | Adrian Mannarino Alexander Zverev                                                  | 6 4  | 4 6     | 3 6       |  |
| 2. |         | Caroline Garciaová Angelique Kerberová                                             | 1 6  | 6 2     | 6 2       |  |
| 3. |         | Caroline Garciaová / Édouard Roger-Vasselin Angelique Kerberová / Alexander Zverev | 7 64 | 2 6     | [12] [10] |  |
| |         |                                                                                    |      |         |           |  |
| |         |                                                                                    |      |         |           |  |
| |         |                                                                                    |      |         |           |  |
| |         |                                                                                    |      |         |           |  |
| |         |                                                                                    |      |         |           |  |

#### Francie vs. Itálie
| | Francie | 3 :                                                                             | 0    | Itálie |     |  |
| --- | ------- | ------------------------------------------------------------------------------- | ---- | ------ | --- |  |
| Ken Rosewall Arena 3. ledna 2024, 10:30 (UTC+10) tvrdý |         |                                                                                 |      |        |     |  |
| \| \| \| \| 1. \| 2. \| 3. \| \| \| -- \| \| ------------------------------------------------------------------------------- \| ---- \| --- \| --- \| \| \| 1. \| \| Adrian Mannarino Lorenzo Sonego \| 6 4 \| 6 4 \| \| \| \| 2. \| \| Caroline Garciaová Jasmine Paoliniová \| 6 4 \| 5 7 \| 6 4 \| \| \| 3. \| \| Elixane Lechemiová / Édouard Roger-Vasselin Nuria Brancacciová / Flavio Cobolli \| 7 65 \| 6 4 \| \| \| \| \| \| \| \| \| \| \| \| \| \| \| \| \| \| \| \| \| \| \| \| \| \| \| \| \| \| \| \| \| \| \| \| \| \| \| \| \| \| \| |         |                                                                                 |      |        |     |  |
| |         |                                                                                 | 1.   | 2.     | 3.  |  |
| 1. |         | Adrian Mannarino Lorenzo Sonego                                                 | 6 4  | 6 4    |     |  |
| 2. |         | Caroline Garciaová Jasmine Paoliniová                                           | 6 4  | 5 7    | 6 4 |  |
| 3. |         | Elixane Lechemiová / Édouard Roger-Vasselin Nuria Brancacciová / Flavio Cobolli | 7 65 | 6 4    |     |  |
| |         |                                                                                 |      |        |     |  |
| |         |                                                                                 |      |        |     |  |
| |         |                                                                                 |      |        |     |  |
| |         |                                                                                 |      |        |     |  |
| |         |                                                                                 |      |        |     |  |

### Skupina E
| Poř.  | Tým    | mez. zápasy | utkání | sety        | hry          |
| ----- | ------ | ----------- | ------ | ----------- | ------------ |
| 1.    | Srbsko | 2–0         | 4–2    | 9–7 (56 %)  | 66–63 (51 %) |
| 2.    | Čína   | 1–1         | 4–2    | 9–6 (60 %)  | 70–51 (58 %) |
| 3.    | Česko  | 0–2         | 1–5    | 6–11 (35 %) | 61–83 (42 %) |
| Perth |        |             |        |             |              |

#### Česko vs. Čína
| | Česko | 0 :                                                             | 3   | Čína |     |  |
| --- | ----- | --------------------------------------------------------------- | --- | ---- | --- |  |
| RAC Arena 30. prosince 2023, 10:00 (UTC+8) tvrdý |       |                                                                 |     |      |     |  |
| \| \| \| \| 1. \| 2. \| 3. \| \| \| -- \| \| --------------------------------------------------------------- \| --- \| --- \| --- \| \| \| 1. \| \| Jiří Lehečka Čang Č’-čen \| 7 5 \| 3 6 \| 4 6 \| \| \| 2. \| \| Markéta Vondroušová Čeng Čchin-wen \| 1 6 \| 6 2 \| 1 6 \| \| \| 3. \| \| Markéta Vondroušová / Jiří Lehečka Čeng Čchin-wen / Čang Č’-čen \| 1 6 \| 2 6 \| \| \| \| \| \| \| \| \| \| \| \| \| \| \| \| \| \| \| \| \| \| \| \| \| \| \| \| \| \| \| \| \| \| \| \| \| \| \| \| \| \| \| |       |                                                                 |     |      |     |  |
| |       |                                                                 | 1.  | 2.   | 3.  |  |
| 1. |       | Jiří Lehečka Čang Č’-čen                                        | 7 5 | 3 6  | 4 6 |  |
| 2. |       | Markéta Vondroušová Čeng Čchin-wen                              | 1 6 | 6 2  | 1 6 |  |
| 3. |       | Markéta Vondroušová / Jiří Lehečka Čeng Čchin-wen / Čang Č’-čen | 1 6 | 2 6  |     |  |
| |       |                                                                 |     |      |     |  |
| |       |                                                                 |     |      |     |  |
| |       |                                                                 |     |      |     |  |
| |       |                                                                 |     |      |     |  |
| |       |                                                                 |     |      |     |  |

#### Čína vs. Srbsko
| | Čína | 1 :                                                             | 2   | Srbsko |          |  |
| --- | ---- | --------------------------------------------------------------- | --- | ------ | -------- |  |
| RAC Arena 31. prosince 2023, 17:00 (UTC+8) tvrdý |      |                                                                 |     |        |          |  |
| \| \| \| \| 1. \| 2. \| 3. \| \| \| -- \| \| --------------------------------------------------------------- \| --- \| --- \| -------- \| \| \| 1. \| \| Čang Č’-čen Novak Djoković \| 3 6 \| 2 6 \| \| \| \| 2. \| \| Čeng Čchin-wen Olga Danilovićová \| 6 4 \| 6 2 \| \| \| \| 3. \| \| Čeng Čchin-wen / Čang Č’-čen Olga Danilovićová / Novak Djoković \| 4 6 \| 6 1 \| [6] [10] \| \| \| \| \| \| \| \| \| \| \| \| \| \| \| \| \| \| \| \| \| \| \| \| \| \| \| \| \| \| \| \| \| \| \| \| \| \| \| \| \| \| |      |                                                                 |     |        |          |  |
| |      |                                                                 | 1.  | 2.     | 3.       |  |
| 1. |      | Čang Č’-čen Novak Djoković                                      | 3 6 | 2 6    |          |  |
| 2. |      | Čeng Čchin-wen Olga Danilovićová                                | 6 4 | 6 2    |          |  |
| 3. |      | Čeng Čchin-wen / Čang Č’-čen Olga Danilovićová / Novak Djoković | 4 6 | 6 1    | [6] [10] |  |
| |      |                                                                 |     |        |          |  |
| |      |                                                                 |     |        |          |  |
| |      |                                                                 |     |        |          |  |
| |      |                                                                 |     |        |          |  |
| |      |                                                                 |     |        |          |  |

#### Česko vs. Srbsko
| | Česko | 1 :                                                                   | 2   | Srbsko |          |  |
| --- | ----- | --------------------------------------------------------------------- | --- | ------ | -------- |  |
| RAC Arena 2. ledna 2024, 10:00 (UTC+8) tvrdý |       |                                                                       |     |        |          |  |
| \| \| \| \| 1. \| 2. \| 3. \| \| \| -- \| \| --------------------------------------------------------------------- \| --- \| ---- \| -------- \| \| \| 1. \| \| Markéta Vondroušová Olga Danilovićová \| 6 1 \| 3 6 \| 6 3 \| \| \| 2. \| \| Jiří Lehečka Novak Djoković \| 1 6 \| 7 63 \| 1 6 \| \| \| 3. \| \| Miriam Kolodziejová / Petr Nouza Olga Danilovićová / Hamad Medjedović \| 6 4 \| 62 7 \| [8] [10] \| \| \| \| \| \| \| \| \| \| \| \| \| \| \| \| \| \| \| \| \| \| \| \| \| \| \| \| \| \| \| \| \| \| \| \| \| \| \| \| \| \| |       |                                                                       |     |        |          |  |
| |       |                                                                       | 1.  | 2.     | 3.       |  |
| 1. |       | Markéta Vondroušová Olga Danilovićová                                 | 6 1 | 3 6    | 6 3      |  |
| 2. |       | Jiří Lehečka Novak Djoković                                           | 1 6 | 7 63   | 1 6      |  |
| 3. |       | Miriam Kolodziejová / Petr Nouza Olga Danilovićová / Hamad Medjedović | 6 4 | 62 7   | [8] [10] |  |
| |       |                                                                       |     |        |          |  |
| |       |                                                                       |     |        |          |  |
| |       |                                                                       |     |        |          |  |
| |       |                                                                       |     |        |          |  |
| |       |                                                                       |     |        |          |  |

### Skupina F
| Poř.   | Tým        | mez. zápasy | utkání | sety       | hry          |
| ------ | ---------- | ----------- | ------ | ---------- | ------------ |
| 1.     | Norsko     | 1–1         | 3–3    | 7–7 (50 %) | 66–63 (51 %) |
| 2.     | Chorvatsko | 1–1         | 3–3    | 8–8 (50 %) | 67–68 (50 %) |
| 3.     | Nizozemsko | 1–1         | 3–3    | 7–7 (50 %) | 66–68 (49 %) |
| Sydney |            |             |        |            |              |

#### Nizozemsko vs. Norsko
| | Nizozemsko | 2 :                                                              | 1    | Norsko |    |  |
| --- | ---------- | ---------------------------------------------------------------- | ---- | ------ | -- |  |
| Ken Rosewall Arena 30. prosince 2023, 10:30 (UTC+10) tvrdý |            |                                                                  |      |        |    |  |
| \| \| \| \| 1. \| 2. \| 3. \| \| \| -- \| \| ---------------------------------------------------------------- \| ---- \| --- \| -- \| \| \| 1. \| \| Arantxa Rusová Malene Helgøová \| 7 64 \| 6 1 \| \| \| \| 2. \| \| Tallon Griekspoor Casper Ruud \| 3 6 \| 4 6 \| \| \| \| 3. \| \| Demi Schuursová / Wesley Koolhof Ulrikke Eikeriová / Casper Ruud \| 7 65 \| 7 5 \| \| \| \| \| \| \| \| \| \| \| \| \| \| \| \| \| \| \| \| \| \| \| \| \| \| \| \| \| \| \| \| \| \| \| \| \| \| \| \| \| \| \| |            |                                                                  |      |        |    |  |
| |            |                                                                  | 1.   | 2.     | 3. |  |
| 1. |            | Arantxa Rusová Malene Helgøová                                   | 7 64 | 6 1    |    |  |
| 2. |            | Tallon Griekspoor Casper Ruud                                    | 3 6  | 4 6    |    |  |
| 3. |            | Demi Schuursová / Wesley Koolhof Ulrikke Eikeriová / Casper Ruud | 7 65 | 7 5    |    |  |
| |            |                                                                  |      |        |    |  |
| |            |                                                                  |      |        |    |  |
| |            |                                                                  |      |        |    |  |
| |            |                                                                  |      |        |    |  |
| |            |                                                                  |      |        |    |  |

#### Chorvatsko vs. Norsko
| | Chorvatsko | 1 :                                                         | 2   | Norsko |          |  |
| --- | ---------- | ----------------------------------------------------------- | --- | ------ | -------- |  |
| Ken Rosewall Arena 1. ledna 2024, 10:30 (UTC+10) tvrdý |            |                                                             |     |        |          |  |
| \| \| \| \| 1. \| 2. \| 3. \| \| \| -- \| \| ----------------------------------------------------------- \| --- \| --- \| -------- \| \| \| 1. \| \| Donna Vekićová Malene Helgøová \| 7 5 \| 3 6 \| 6 3 \| \| \| 2. \| \| Borna Ćorić Casper Ruud \| 4 6 \| 1 6 \| \| \| \| 3. \| \| Donna Vekićová / Ivan Dodig Ulrikke Eikeriová / Casper Ruud \| 2 6 \| 6 3 \| [7] [10] \| \| \| \| \| \| \| \| \| \| \| \| \| \| \| \| \| \| \| \| \| \| \| \| \| \| \| \| \| \| \| \| \| \| \| \| \| \| \| \| \| \| |            |                                                             |     |        |          |  |
| |            |                                                             | 1.  | 2.     | 3.       |  |
| 1. |            | Donna Vekićová Malene Helgøová                              | 7 5 | 3 6    | 6 3      |  |
| 2. |            | Borna Ćorić Casper Ruud                                     | 4 6 | 1 6    |          |  |
| 3. |            | Donna Vekićová / Ivan Dodig Ulrikke Eikeriová / Casper Ruud | 2 6 | 6 3    | [7] [10] |  |
| |            |                                                             |     |        |          |  |
| |            |                                                             |     |        |          |  |
| |            |                                                             |     |        |          |  |
| |            |                                                             |     |        |          |  |
| |            |                                                             |     |        |          |  |

#### Chorvatsko vs. Nizozemsko
| | Chorvatsko | 2 :                                                          | 1    | Nizozemsko |           |  |
| --- | ---------- | ------------------------------------------------------------ | ---- | ---------- | --------- |  |
| Ken Rosewall Arena 2. ledna 2024, 17:30 (UTC+10) tvrdý |            |                                                              |      |            |           |  |
| \| \| \| \| 1. \| 2. \| 3. \| \| \| -- \| \| ------------------------------------------------------------ \| ---- \| --- \| --------- \| \| \| 1. \| \| Borna Ćorić Tallon Griekspoor \| 7 64 \| 6 4 \| \| \| \| 2. \| \| Donna Vekićová Arantxa Rusová \| 6 2 \| 3 6 \| 6 1 \| \| \| 3. \| \| Donna Vekićová / Ivan Dodig Demi Schuursová / Wesley Koolhof \| 7 63 \| 3 6 \| [12] [14] \| \| \| \| \| \| \| \| \| \| \| \| \| \| \| \| \| \| \| \| \| \| \| \| \| \| \| \| \| \| \| \| \| \| \| \| \| \| \| \| \| \| |            |                                                              |      |            |           |  |
| |            |                                                              | 1.   | 2.         | 3.        |  |
| 1. |            | Borna Ćorić Tallon Griekspoor                                | 7 64 | 6 4        |           |  |
| 2. |            | Donna Vekićová Arantxa Rusová                                | 6 2  | 3 6        | 6 1       |  |
| 3. |            | Donna Vekićová / Ivan Dodig Demi Schuursová / Wesley Koolhof | 7 63 | 3 6        | [12] [14] |  |
| |            |                                                              |      |            |           |  |
| |            |                                                              |      |            |           |  |
| |            |                                                              |      |            |           |  |
| |            |                                                              |      |            |           |  |
| |            |                                                              |      |            |           |  |

### Tabulka týmů z 2. míst
|  | postup do vyřazovací fáze |

| Poř.  | Tým           | mez. zápasy | utkání | sety       | hry          |
| ----- | ------------- | ----------- | ------ | ---------- | ------------ |
| 1.    | Čína          | 1–1         | 4–2    | 9–6 (60 %) | 70–51 (58 %) |
| 2.    | Spojené státy | 1–1         | 3–3    | 7–7 (50 %) | 60–72 (45 %) |
| 3.    | Španělsko     | 1–1         | 3–3    | 6–7 (46 %) | 51–63 (45 %) |
| Perth |               |             |        |            |              |

| Poř.   | Tým        | mez. zápasy | utkání | sety       | hry          |
| ------ | ---------- | ----------- | ------ | ---------- | ------------ |
| 1.     | Německo    | 1–1         | 3–3    | 8–8 (50 %) | 77–66 (54 %) |
| 2.     | Chorvatsko | 1–1         | 3–3    | 8–8 (50 %) | 67–68 (50 %) |
| 3.     | Chile      | 1–1         | 3–3    | 7–8 (47 %) | 59–69 (46 %) |
| Sydney |            |             |        |            |              |

## Vyřazovací fáze
|  | Čtvrtfinále 3.–5. ledna | Čtvrtfinále 3.–5. ledna |                   |   | Semifinále 6. ledna | Semifinále 6. ledna |  |  | Finále 7. ledna | Finále 7. ledna |
|  | 3. ledna – Perth        |                         |                   |   |                     |                     |  |  |                 |                 |
|  |                         |                         |                   |   |                     |                     |  |  |                 |                 |
|  | Polsko                  | 3                       |                   |   |                     |                     |  |  |                 |                 |
|  | Polsko                  | 3                       | 6. ledna – Sydney |   |                     |                     |  |  |                 |                 |
|  | Čína                    | 0                       |                   |   |                     |                     |  |  |                 |                 |
|  | Čína                    | 0                       | Polsko            | 3 |                     |                     |  |  |                 |                 |
|  | 4. ledna – Sydney       |                         | Polsko            | 3 |                     |                     |  |  |                 |                 |
|  |                         | Francie                 | 0                 |   |                     |                     |  |  |                 |                 |
|  | Francie                 | Francie                 | 0                 | 2 |                     |                     |  |  |                 |                 |
|  | Francie                 |                         | 7. ledna – Sydney | 2 |                     |                     |  |  |                 |                 |
|  | Norsko                  | 1                       |                   |   |                     |                     |  |  |                 |                 |
|  | Norsko                  | 1                       | Polsko            | 1 |                     |                     |  |  |                 |                 |
|  | 3. ledna – Perth        |                         | Polsko            | 1 |                     |                     |  |  |                 |                 |
|  |                         | Německo                 | 2                 |   |                     |                     |  |  |                 |                 |
|  | Austrálie               | Německo                 | 2                 | 3 |                     |                     |  |  |                 |                 |
|  | Austrálie               | 6. ledna – Sydney       |                   | 3 |                     |                     |  |  |                 |                 |
|  | Srbsko                  | 0                       |                   |   |                     |                     |  |  |                 |                 |
|  | Srbsko                  | 0                       | Austrálie         | 1 |                     |                     |  |  |                 |                 |
|  | 5. ledna – Sydney       |                         | Austrálie         | 1 |                     |                     |  |  |                 |                 |
|  |                         | Německo                 | 2                 |   |                     |                     |  |  |                 |                 |
|  | Řecko                   | Německo                 | 2                 | 1 |                     |                     |  |  |                 |                 |
|  | Řecko                   |                         |                   | 1 |                     |                     |  |  |                 |                 |
|  | Německo                 | 2                       |                   |   |                     |                     |  |  |                 |                 |
|  | Německo                 | 2                       |                   |   |                     |                     |  |  |                 |                 |

### Čtvrtfinále

#### Polsko vs. Čína
| | Polsko | 3 :                                                          | 0   | Čína |          |  |
| --- | ------ | ------------------------------------------------------------ | --- | ---- | -------- |  |
| RAC Arena, Perth 3. ledna 2024, 10:00 (UTC+8) |        |                                                              |     |      |          |  |
| \| \| \| \| 1. \| 2. \| 3. \| \| \| -- \| \| ------------------------------------------------------------ \| --- \| --- \| -------- \| \| \| 1. \| \| Hubert Hurkacz Čang Č’-čen \| 6 3 \| 6 4 \| \| \| \| 2. \| \| Iga Świąteková Čeng Čchin-wen \| 6 2 \| 6 3 \| \| \| \| 3. \| \| Katarzyna Piterová / Jan Zieliński Jou Siao-ti / Sun Fa-ťing \| 6 3 \| 5 7 \| [10] [7] \| \| \| \| \| \| \| \| \| \| \| \| \| \| \| \| \| \| \| \| \| \| \| \| \| \| \| \| \| \| \| \| \| \| \| \| \| \| \| \| \| \| |        |                                                              |     |      |          |  |
| |        |                                                              | 1.  | 2.   | 3.       |  |
| 1. |        | Hubert Hurkacz Čang Č’-čen                                   | 6 3 | 6 4  |          |  |
| 2. |        | Iga Świąteková Čeng Čchin-wen                                | 6 2 | 6 3  |          |  |
| 3. |        | Katarzyna Piterová / Jan Zieliński Jou Siao-ti / Sun Fa-ťing | 6 3 | 5 7  | [10] [7] |  |
| |        |                                                              |     |      |          |  |
| |        |                                                              |     |      |          |  |
| |        |                                                              |     |      |          |  |
| |        |                                                              |     |      |          |  |
| |        |                                                              |     |      |          |  |

#### Francie vs. Norsko
| | Francie | 2 :                                                                         | 1   | Norsko |      |  |
| --- | ------- | --------------------------------------------------------------------------- | --- | ------ | ---- |  |
| Ken Rosewall Arena, Sydney 4. ledna 2024, 17:30 (UTC+10) |         |                                                                             |     |        |      |  |
| \| \| \| \| 1. \| 2. \| 3. \| \| \| -- \| \| --------------------------------------------------------------------------- \| --- \| ---- \| ---- \| \| \| 1. \| \| Caroline Garciaová Malene Helgøová \| 6 2 \| 6 78 \| 7 65 \| \| \| 2. \| \| Adrian Mannarino Casper Ruud \| 1 6 \| 4 6 \| \| \| \| 3. \| \| Caroline Garciaová / Édouard Roger-Vasselin Ulrikke Eikeriová / Casper Ruud \| 7 5 \| 6 4 \| \| \| \| \| \| \| \| \| \| \| \| \| \| \| \| \| \| \| \| \| \| \| \| \| \| \| \| \| \| \| \| \| \| \| \| \| \| \| \| \| \| \| |         |                                                                             |     |        |      |  |
| |         |                                                                             | 1.  | 2.     | 3.   |  |
| 1. |         | Caroline Garciaová Malene Helgøová                                          | 6 2 | 6 78   | 7 65 |  |
| 2. |         | Adrian Mannarino Casper Ruud                                                | 1 6 | 4 6    |      |  |
| 3. |         | Caroline Garciaová / Édouard Roger-Vasselin Ulrikke Eikeriová / Casper Ruud | 7 5 | 6 4    |      |  |
| |         |                                                                             |     |        |      |  |
| |         |                                                                             |     |        |      |  |
| |         |                                                                             |     |        |      |  |
| |         |                                                                             |     |        |      |  |
| |         |                                                                             |     |        |      |  |

#### Austrálie vs. Srbsko
| | Austrálie | 3 :                                                                | 0   | Srbsko |    |  |
| --- | --------- | ------------------------------------------------------------------ | --- | ------ | -- |  |
| RAC Arena, Perth 3. ledna 2024, 17:00 (UTC+8) |           |                                                                    |     |        |    |  |
| \| \| \| \| 1. \| 2. \| 3. \| \| \| -- \| \| ------------------------------------------------------------------ \| --- \| --- \| -- \| \| \| 1. \| \| Alex de Minaur Novak Djoković \| 6 4 \| 6 4 \| \| \| \| 2. \| \| Ajla Tomljanovićová Natalija Stevanovićová \| 6 1 \| 6 1 \| \| \| \| 3. \| \| Storm Hunterová / Matthew Ebden Dejana Radanovićová / Nikola Ćaćić \| 6 3 \| 6 3 \| \| \| \| \| \| \| \| \| \| \| \| \| \| \| \| \| \| \| \| \| \| \| \| \| \| \| \| \| \| \| \| \| \| \| \| \| \| \| \| \| \| \| |           |                                                                    |     |        |    |  |
| |           |                                                                    | 1.  | 2.     | 3. |  |
| 1. |           | Alex de Minaur Novak Djoković                                      | 6 4 | 6 4    |    |  |
| 2. |           | Ajla Tomljanovićová Natalija Stevanovićová                         | 6 1 | 6 1    |    |  |
| 3. |           | Storm Hunterová / Matthew Ebden Dejana Radanovićová / Nikola Ćaćić | 6 3 | 6 3    |    |  |
| |           |                                                                    |     |        |    |  |
| |           |                                                                    |     |        |    |  |
| |           |                                                                    |     |        |    |  |
| |           |                                                                    |     |        |    |  |
| |           |                                                                    |     |        |    |  |

#### Řecko vs. Německo
| | Řecko | 1 :                                                                       | 2   | Německo |    |  |
| --- | ----- | ------------------------------------------------------------------------- | --- | ------- | -- |  |
| Ken Rosewall Arena, Sydney 5. ledna 2024, 17:30 (UTC+10) |       |                                                                           |     |         |    |  |
| \| \| \| \| 1. \| 2. \| 3. \| \| \| -- \| \| ------------------------------------------------------------------------- \| --- \| --- \| -- \| \| \| 1. \| \| Maria Sakkariová Angelique Kerberová \| 6 0 \| 6 3 \| \| \| \| 2. \| \| Stefanos Tsitsipas Alexander Zverev \| 4 6 \| 4 6 \| \| \| \| 3. \| \| Maria Sakkariová / Petros Tsitsipas Laura Siegemundová / Alexander Zverev \| 3 6 \| 3 6 \| \| \| \| \| \| \| \| \| \| \| \| \| \| \| \| \| \| \| \| \| \| \| \| \| \| \| \| \| \| \| \| \| \| \| \| \| \| \| \| \| \| \| |       |                                                                           |     |         |    |  |
| |       |                                                                           | 1.  | 2.      | 3. |  |
| 1. |       | Maria Sakkariová Angelique Kerberová                                      | 6 0 | 6 3     |    |  |
| 2. |       | Stefanos Tsitsipas Alexander Zverev                                       | 4 6 | 4 6     |    |  |
| 3. |       | Maria Sakkariová / Petros Tsitsipas Laura Siegemundová / Alexander Zverev | 3 6 | 3 6     |    |  |
| |       |                                                                           |     |         |    |  |
| |       |                                                                           |     |         |    |  |
| |       |                                                                           |     |         |    |  |
| |       |                                                                           |     |         |    |  |
| |       |                                                                           |     |         |    |  |

### Semifinále

#### Polsko vs. Francie
| | Polsko | 3 :                                                                           | 0   | Francie |     |  |
| --- | ------ | ----------------------------------------------------------------------------- | --- | ------- | --- |  |
| Ken Rosewall Arena, Sydney 6. ledna 2024, 10:30 (UTC+10) |        |                                                                               |     |         |     |  |
| \| \| \| \| 1. \| 2. \| 3. \| \| \| -- \| \| ----------------------------------------------------------------------------- \| --- \| --- \| --- \| \| \| 1. \| \| Hubert Hurkacz Adrian Mannarino \| 6 3 \| 7 5 \| \| \| \| 2. \| \| Iga Świąteková Caroline Garciaová \| 4 6 \| 6 1 \| 6 1 \| \| \| 3. \| \| Katarzyna Kawaová / Jan Zieliński Elixane Lechemiová / Édouard Roger-Vasselin \| 6 3 \| 6 3 \| \| \| \| \| \| \| \| \| \| \| \| \| \| \| \| \| \| \| \| \| \| \| \| \| \| \| \| \| \| \| \| \| \| \| \| \| \| \| \| \| \| \| |        |                                                                               |     |         |     |  |
| |        |                                                                               | 1.  | 2.      | 3.  |  |
| 1. |        | Hubert Hurkacz Adrian Mannarino                                               | 6 3 | 7 5     |     |  |
| 2. |        | Iga Świąteková Caroline Garciaová                                             | 4 6 | 6 1     | 6 1 |  |
| 3. |        | Katarzyna Kawaová / Jan Zieliński Elixane Lechemiová / Édouard Roger-Vasselin | 6 3 | 6 3     |     |  |
| |        |                                                                               |     |         |     |  |
| |        |                                                                               |     |         |     |  |
| |        |                                                                               |     |         |     |  |
| |        |                                                                               |     |         |     |  |
| |        |                                                                               |     |         |     |  |

#### Austrálie vs. Německo
| | Austrálie | 1 :                                                                   | 2    | Německo |           |  |
| --- | --- | --------------------------------------------------------------------- | ---- | ------- | --------- |  |
| Ken Rosewall Arena, Sydney 6. ledna 2024, 17:30 (UTC+10) | |                                                                       |      |         |           |  |
| \| \| \| \| 1. \| 2. \| 3. \| \| \| ----------- \| --------------------------------------------------------------------------------------------------------------------------------------------------------------------------------------------------------------------------------------------------------------------------------------------------------------------------------------------------------------------------------------------------------------------------------------------------------------------------------------------------------------------------------------------------------------------------------------------------------------------------------------------------------------------------------------------------------------------------------------------------------------------------------------------------------------------------------------------------------------------------------------------------------------------------------------------- \| --------------------------------------------------------------------- \| ---- \| ---- \| --------- \| \| \| 1. \| \| Ajla Tomljanovićová Angelique Kerberová \| 6 4 \| 2 6 \| 67 9 \| \| \| 2. \| \| Alex de Minaur Alexander Zverev \| 5 7 \| 6 3 \| 6 4 \| \| \| 3. \| \| Storm Hunterová / Matthew Ebden Laura Siegemundová / Alexander Zverev \| 62 7 \| 7 62 \| [13] [15] \| \| \| \| \| \| \| \| \| \| \| \| \| \| \| \| \| \| \| \| \| \| \| \| \| \| \| Podrobnosti \| \| \| \| \| \| \| \| \| Němka Angelique Kerberová, vracející se na okruh po 18měsíční pauze pro mateřství, vyhrála svou první dvouhru nad Tomljanovićovou. Ve třetí sadě přitom odvrátila dva mečboly.[7]Vyrovnání stavu na 1–1 Austrálii zajistil Alex de Minaur, jenž porazil Zvereva. Bodový zisk mu pomohl k debutu v první světové desítce, do níž se posunul po skončení jako první Australan po 18 letech, když naposledy v ní figuroval Hewitt v roce 2006. Vítězstvím nad Zverevem dosáhl de Minaur třetí výhry nad členem Top 10 v řadě. Předtím již na turnaji zdolal světovou desítku Fritze a jedničku Djokoviće.[8]O postupu Německa rozhodl mix, v němž Siegemundová se Zverevem vyhráli rozhodující supertiebreak nejtěsnějším rozdílem bodů 15–13, když proměnili až pátý mečbol. První dva prohospodařili od vedení 9–7. Australští soupeři, deblová světová jednička Hunterová a Ebden, nevyužili dvě mečbolové možnosti za stavu 10–9 a 12–11.[9] \| \| \| \| \| \| | |                                                                       |      |         |           |  |
| | |                                                                       | 1.   | 2.      | 3.        |  |
| 1. | | Ajla Tomljanovićová Angelique Kerberová                               | 6 4  | 2 6     | 67 9      |  |
| 2. | | Alex de Minaur Alexander Zverev                                       | 5 7  | 6 3     | 6 4       |  |
| 3. | | Storm Hunterová / Matthew Ebden Laura Siegemundová / Alexander Zverev | 62 7 | 7 62    | [13] [15] |  |
| | |                                                                       |      |         |           |  |
| | |                                                                       |      |         |           |  |
| | |                                                                       |      |         |           |  |
| Podrobnosti | |                                                                       |      |         |           |  |
| | Němka Angelique Kerberová, vracející se na okruh po 18měsíční pauze pro mateřství, vyhrála svou první dvouhru nad Tomljanovićovou. Ve třetí sadě přitom odvrátila dva mečboly.Vyrovnání stavu na 1–1 Austrálii zajistil Alex de Minaur, jenž porazil Zvereva. Bodový zisk mu pomohl k debutu v první světové desítce, do níž se posunul po skončení jako první Australan po 18 letech, když naposledy v ní figuroval Hewitt v roce 2006. Vítězstvím nad Zverevem dosáhl de Minaur třetí výhry nad členem Top 10 v řadě. Předtím již na turnaji zdolal světovou desítku Fritze a jedničku Djokoviće.O postupu Německa rozhodl mix, v němž Siegemundová se Zverevem vyhráli rozhodující supertiebreak nejtěsnějším rozdílem bodů 15–13, když proměnili až pátý mečbol. První dva prohospodařili od vedení 9–7. Australští soupeři, deblová světová jednička Hunterová a Ebden, nevyužili dvě mečbolové možnosti za stavu 10–9 a 12–11. |                                                                       |      |         |           |  |

### Finále

#### Polsko vs. Německo
| | Polsko | 1 :                                                                   | 2    | Německo |          |  |
| --- | --- | --------------------------------------------------------------------- | ---- | ------- | -------- |  |
| Ken Rosewall Arena, Sydney 7. ledna 2024, 17:30 (UTC+10) | |                                                                       |      |         |          |  |
| \| \| \| \| 1. \| 2. \| 3. \| \| \| ----------- \| ---------------------------------------------------------------------------------------------------------------------------------------------------------------------------------------------------------------------------------------------------------------------------------------------------------------------------------------------------------------------------------------------------------------------------------------------------------------------------------------------------------------------------------------------------------------------------------------------------------------------------------------------------------------------------------------------------------------------------------------------------------------------------------------------------------------------------------------------------- \| --------------------------------------------------------------------- \| ---- \| ---- \| -------- \| \| \| 1. \| \| Iga Świąteková Angelique Kerberová \| 6 3 \| 6 0 \| \| \| \| 2. \| \| Hubert Hurkacz Alexander Zverev \| 7 63 \| 6 78 \| 4 6 \| \| \| 3. \| \| Iga Świąteková / Hubert Hurkacz Laura Siegemundová / Alexander Zverev \| 4 6 \| 7 5 \| [4] [10] \| \| \| \| \| \| \| \| \| \| \| \| \| \| \| \| \| \| \| \| \| \| \| \| \| \| \| Podrobnosti \| \| \| \| \| \| \| \| \| Německo se stejně jako při postupu ze základní skupiny a semifinále ocitlo na prahu vyřazení. Po výhře polské světové jedničky Igy Świątekové nad Angelique Kerberovou měl Hubert Hurkacz proti Alexandru Zverevovi v tiebreaku druhé sady dva mečboly za stavu 6–4 na celkové vítězství Polska v soutěži. Zverev, který v utkání nečelil žádnému brejkbolu – na rozdíl od sedmi brejkbololových hrozeb pro Hurkacze, z nichž šest –, však mečboly odvrátil a vynutil Němcům rozhodnutí ve smíšené čtyřhře. V ní s deblovou světovou pětkou Laurou Siegemundovou porazili Hurkacze se Świątekovou až v závěrečném supertiebreaku.Polsko postoupilo do finále domaninantním způsobem, když vyhrálo 11 z 12 utkání. Finálem Polsko vylepšilo semifinálovou účast z předchozího ročníku. Německo skončilo v roce 2023 na posledním místě skupiny.[4][5] \| \| \| \| \| \| | |                                                                       |      |         |          |  |
| | |                                                                       | 1.   | 2.      | 3.       |  |
| 1. | | Iga Świąteková Angelique Kerberová                                    | 6 3  | 6 0     |          |  |
| 2. | | Hubert Hurkacz Alexander Zverev                                       | 7 63 | 6 78    | 4 6      |  |
| 3. | | Iga Świąteková / Hubert Hurkacz Laura Siegemundová / Alexander Zverev | 4 6  | 7 5     | [4] [10] |  |
| | |                                                                       |      |         |          |  |
| | |                                                                       |      |         |          |  |
| | |                                                                       |      |         |          |  |
| Podrobnosti | |                                                                       |      |         |          |  |
| | Německo se stejně jako při postupu ze základní skupiny a semifinále ocitlo na prahu vyřazení. Po výhře polské světové jedničky Igy Świątekové nad Angelique Kerberovou měl Hubert Hurkacz proti Alexandru Zverevovi v tiebreaku druhé sady dva mečboly za stavu 6–4 na celkové vítězství Polska v soutěži. Zverev, který v utkání nečelil žádnému brejkbolu – na rozdíl od sedmi brejkbololových hrozeb pro Hurkacze, z nichž šest –, však mečboly odvrátil a vynutil Němcům rozhodnutí ve smíšené čtyřhře. V ní s deblovou světovou pětkou Laurou Siegemundovou porazili Hurkacze se Świątekovou až v závěrečném supertiebreaku.Polsko postoupilo do finále domaninantním způsobem, když vyhrálo 11 z 12 utkání. Finálem Polsko vylepšilo semifinálovou účast z předchozího ročníku. Německo skončilo v roce 2023 na posledním místě skupiny. |                                                                       |      |         |          |  |

#### Vítěz
| Vítěz United Cupu 2024 |
| ---------------------- |
| Německo první titul    |

## Rozpočet
Rozpočet United Cupu 2024 činil 10 milionů dolarů. Pětimilionový meziroční pokles, představující 33,33 %, byl dán menším počtem členů týmů (až tři namísto čtyř mužů i žen) a nižším počtem utkání (tři namísto pěti v mezistátním zápase). Odměny byly rozděleny do tří části: startovného, odměn za výhru tenistů a odměn za výhru týmů.
| Žebříček  | jednička týmu | dvojka týmu | trojka týmu |
| --------- | ------------- | ----------- | ----------- |
| 1–10.     | 200 000 $     | 200 000 $   | 30 000 $    |
| 11.–20.   | 100 000 $     | 100 000 $   | 15 000 $    |
| 21.–30.   | 60 000 $      | 50 000 $    | 7 500 $     |
| 31.–50.   | 40 000 $      | 30 000 $    | 6 000 $     |
| 51.–100.  | 30 000 $      | 20 000 $    | —           |
| 101.–250. | 25 000 $      | 15 000 $    | —           |
| 251.+     | 20 000 $      | 10 000 $    | —           |

| Za výhru    | jedničky  | dvojky    | v mixu   |
| ----------- | --------- | --------- | -------- |
| Finále      | 251 000 $ | 169 200 $ | 47 255 $ |
| Semifinále  | 132 000 $ | 89 000 $  | 24 750 $ |
| Čtvrtfinále | 69 500 $  | 46 800 $  | 13 000 $ |
| Skupina     | 38 325 $  | 25 900 $  | 7 200 $  |

| Za výhru    | v mezistátním zápase |
| ----------- | -------------------- |
| Finále      | 23 155 $ / tým       |
| Semifinále  | 13 650 $ / tým       |
| Čtvrtfinále | 8 025 $ / tým        |
| Skupina     | 5 000 $ / tým        |

Vysvětlivky
1. 1 2  Postavení tenisty na žebříčku dvouhry ATP (muži) a WTA (ženy).[10]
2. ↑  Postavení tenisty na žebříčku dvouhry nebo čtyřhry ATP (muži) a WTA (ženy).[10]
3. ↑  Každý člen týmu obdrží rovný podíl z celkové částky.[10]

## Body do žebříčků ATP a WTA
| Fáze                  | Body za výhru proti soupeři dle ↓ jeho žebříčkového postavení ↓ | Body za výhru proti soupeři dle ↓ jeho žebříčkového postavení ↓ | Body za výhru proti soupeři dle ↓ jeho žebříčkového postavení ↓ | Body za výhru proti soupeři dle ↓ jeho žebříčkového postavení ↓ | Body za výhru proti soupeři dle ↓ jeho žebříčkového postavení ↓ | Body za výhru proti soupeři dle ↓ jeho žebříčkového postavení ↓ | Body za výhru proti soupeři dle ↓ jeho žebříčkového postavení ↓ |
| Fáze                  | 1.–10.                                                          | 11.–20.                                                         | 21.–30.                                                         | 31.–50.                                                         | 51.–100.                                                        | 101.–250.                                                       | 251.+                                                           |
| --------------------- | --------------------------------------------------------------- | --------------------------------------------------------------- | --------------------------------------------------------------- | --------------------------------------------------------------- | --------------------------------------------------------------- | --------------------------------------------------------------- | --------------------------------------------------------------- |
| Výhra ve finále       | 180                                                             | 140                                                             | 120                                                             | 90                                                              | 60                                                              | 40                                                              | 35                                                              |
| Výhra v semifinále    | 130                                                             | 105                                                             | 90                                                              | 60                                                              | 40                                                              | 35                                                              | 25                                                              |
| Výhra ve čtvrtfinále  | 80                                                              | 65                                                              | 55                                                              | 40                                                              | 35                                                              | 25                                                              | 20                                                              |
| Výhra ve skupině      | 55                                                              | 45                                                              | 40                                                              | 35                                                              | 25                                                              | 20                                                              | 15                                                              |
|                       |                                                                 |                                                                 |                                                                 |                                                                 |                                                                 |                                                                 |                                                                 |
| Maximální bodový zisk | 500                                                             | 400                                                             | 345                                                             | 260                                                             | 185                                                             | 140                                                             | 110                                                             |